# (16388) 1981 EA39
A (16388) 1981 EA39 a Naprendszer kisbolygóövében található aszteroida. Schelte J. Bus fedezte fel 1981. március 2-án.